# Мій рік відпочинку та розслаблення
«Мій рік відпочинку та розслаблення» (англ. My Year of Rest and Relaxation) — роман 2018 року американської письменниці Оттесси Мошфег. Другий роман Мошфег, дія якого відбувається в Нью-Йорку у 2000 та 2001 роках, розповідає про неназвану головну героїню, яка поступово збільшує вживання ліків, що відпускаються за рецептом, намагаючись проспати цілий рік.

## Передумови та публікація
«Мій рік відпочинку та розслаблення» — це другий роман Мошфег після «Ейлін» (2015, номінована на Букерівську премію), а також повісті («Макґлю», 2014) та збірки оповідань («Туга за іншим світом», 2017). Спочатку Мошфег планувала, що роман «Мій рік відпочинку та розслаблення» буде зосереджений переважно на терактах 11 вересня 2001 року, навіть звернулася до експерта з тероризму Пола Бремера, але скасувала інтерв'ю, і цей проєкт обрав інший підхід.

Про свій досвід написання роману Мошфег сказала:
Мені здається, ця книжка була успішною, бо, написавши її, я ніби виросла з багатьох тих тривог. Коли я писала цю книжку, моя пристрасть і гнів були значно більш спрямовані назовні, тож тон оповідачки — яку я вважаю дуже сердитою людиною — мені вже більше не близький.
Роман «Мій рік відпочинку та розслаблення» вийшов 10 липня 2018 року у видавництві Penguin Press.

## Сюжет
Події роману розгортаються у 2000 році. Анонімна оповідачка, струнка та красива блондинка із заможної родини білих англосаксонських протестантів, нещодавно закінчила факультет історії мистецтв Колумбійського університету та бореться з особистими трагедіями та тиском суспільних очікувань. Під час навчання на третьому курсі коледжу померли обоє її батьків — спочатку батько від раку, а згодом мати внаслідок самогубства, спричиненого взаємодією психіатричних препаратів та алкоголю.
Оповідачка, яка зараз живе у Верхньому Іст-Сайді на Мангеттені та почувається дедалі більше незадоволеною своїм життям після закінчення коледжу, звертається до докторки Таттл, психіатрині, знаної завдяки неортодоксальним методам. Докторка Таттл охоче призначає їй різноманітні снодійні, протитривожні та антипсихотичні препарати. Оповідачка ж має намір проводити якомога менше часу при тямі, притуплюючи відчуття постійним прийманням пігулок і нескінченним переглядом посередніх фільмів на відеомагнітофоні — аж поки той зрештою не ламається.
Після звільнення з роботи в художній галереї оповідачка вирішує жити на спадщину та допомогу по безробіттю, розпочавши річну подорож, щоб «перезавантажити» своє життя за допомогою тривалого сну. Але її «рік відпочинку та розслаблення» регулярно переривається. Її сусідка по кімнаті в коледжі, Рева (яка безсоромно заздрить багатству та зовнішності оповідачки), часто приходить до неї без попередження, що оповідачка дозволяє, попри свою зневагу до соціального сходження Реви та роздратування від необхідності вислуховувати її проблеми — невиліковний рак Ревиної матері, виснажливий зв'язок з одруженим начальником.
Оповідачка також час від часу спілкується зі старшим від неї хлопцем, Тревором (банкіром, який працює у Всесвітньому торговому центрі), хоча він часто розриває їхні стосунки, щоб зустрічатися з жінками свого віку, повертаючись, коли одна з них кидає його, або іноді у відповідь на благання оповідачки.
Спочатку оповідачка виходить з квартири лише до місцевої крамниці біля дому, кабінету докторки Таттл та аптеки Rite Aid, щоб отримати ліки за рецептами. Але позаяк вона приймає все сильніші ліки, то починає виходити з квартири уві сні, серед іншого, щоб піти до нічних клубів (принаймні так вона розуміє з фотографій Polaroid та блискіток, які знаходить, прокинувшись від багатоденної втрати свідомості). Вона також прокидається в поїзді, що прямує на похорон Ревиної матері у новорічну ніч 2000 року.
Переконана, що такі заняття, які не приваблюють оповідачку в години її свідомості, заважають їй досягти повного відпочинку, вона вирішує, що їй потрібно спати замкненою у своїй квартирі. Вона зв'язується з Пінг Сі, художником, якого представляє галерея, де вона раніше працювала, і який погоджується приносити їй їжу та інші необхідні речі упродовж чотирьох місяців в обмін на дозвіл створювати будь-який художній проєкт, який він забажає, поки вона непритомна: єдина вимога полягає в тому, щоб будь-які його сліди зникли, коли вона прокидається що три дні, щоб поїсти, помитися та прийняти ще одну таблетку, щоб знову заспокоїтися.
Аби підготуватися, вона спорожняє свою квартиру, віддаючи свій дизайнерський одяг вічно жадібній Реві, яку щойно кинув її начальник — не знаючи, що вона вагітна, він організував підвищення, яке перевело б її з його офісу до офісу компанії у Всесвітньому торговому центрі. Рева планує зробити аборт; оповідачка спить до 1 червня.
Вона повільно пристосовується до життя, годинами впродовж літа 2001 року сидить у парку та наново обставляє свою колись дорого оздоблену оселю строкатими вживаними меблями з Goodwill. Та, як вона сподівалася, її світогляд змінився завдяки відпочинку: її презирство до Реви зникло, і вперше вона щиро відповідає взаємністю на колишні наполегливі заяви подруги: «Я тебе люблю», хоча тепер саме Рева віддалилася від неї.
Оповідачка знову телефонує Реві, у її день народження у серпні, але Рева ігнорує дзвінок. Вони більше ніколи не розмовляють. 11 вересня Тревор проводить медовий місяць на Барбадосі, а Рева гине під час терористичної атаки на Всесвітній торговий центр. Оповідачка йде купити новий відеомагнітофон, щоб записати новини, але з часом повертається, щоб переглянути відео, зокрема кадри жінки, яка вистрибує з Північної вежі, і вважає, що то була Рева.

## Стиль та теми

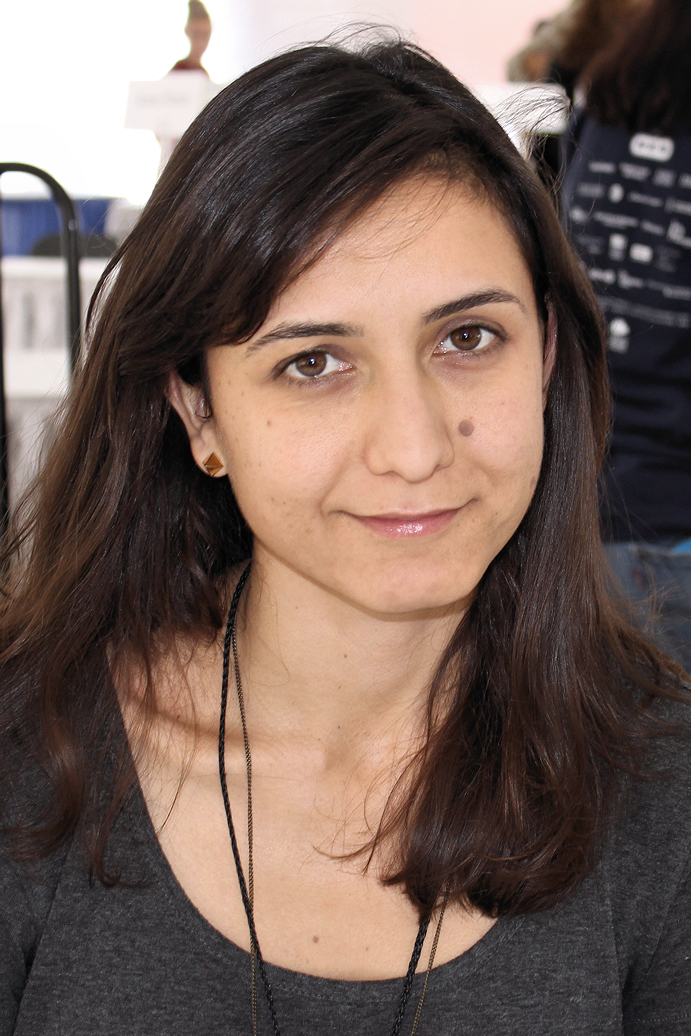
Автор у 2015 році

У романі «Мій рік відпочинку та розслаблення» розповідь ведеться від першої особи, створюючи персонажку, яку критики називають «антигероїнею… [яка] протистоїть усім стереотипам жінки-виховательки» та «гіпнотично неприємною», можливо, навіть «спробою побачити, наскільки „неприємними“ можуть стати персонажі». В огляді роману для Pacific Standard, Ребекка Стоунер відзначила, що «їдкі спостереження оповідачки про ті грані життя, які викликають у неї огиду… є однією з основних принад роману», а в Chicago Review of Books Лінкольн Мішель назвав «оповідачку… приємною ненависницею, чиї спостереження є одночасно їдкими та проникливими». У журналі «The New Yorker» Джіа Толентіно по-іншому прочитала роман: хоча вона також відзначає «вбивчу пильність до блискучих абсурдів Нью-Йорка доби до 11 вересня — міста… з хворобливою самозаспокоєністю та оманливим оптимізмом», Толентіно вважає, що роман «Мій рік відпочинку та розслаблення» відрізняється від попередніх творів Мошфег, у яких зображено «персонажів, які відчувають огиду до себе або які самі є огидними». Вона стверджує, що цей роман «натомість зводить навколо своїх персонажів фасад краси та привілеїв, змушуючи читача шукати відразу глибше: у зусиллях, у щоденному житті, у світі, що коливається між трагічним і банальним».
Роман «налаштований на гіперсучасну частоту», — пише Толентіно, де байдужість оповідачки до реальних подій підкреслює, як її план самовдосконалення шляхом відключення від світу контрастує з «часто проповідуваними мандатами автентичності чи залученості». (Водночас Толентіно зазначає: «У цьому визвольному соліпсизмі є щось схоже на те, що сьогодні зазвичай продається як добробут»).
Критики часто коментували «гірко-комічний» тон роману, хоча в The Guardian Ентоні Каммінс зауважив, що «до кінця цей комічно-ворожий наратив» значно розширює свої межі, «поєднуючи кілька рівнів одночасно: і як мистецький розіграш, і як підтекстову історію витісненого горя, і як нещадну анатомію гендерної нерівності; до того ж (через неминучий фінал, що перегукується з 11 вересня) він постає темною алегорією стану Америки». Відповідно, критики по-різному інтерпретували теми роману. Хоча деякі читачі інтерпретували його як критику капіталізму або дослідження «турботи про себе», Стоунер вказувала на «анахронічну віру у святість мистецтва… віру в силу мистецтва пробуджувати нас, змушувати нас вірити, що, хоча світ може здаватися нестерпним, усе ж варто „пірнати] в невідоме… з широко розплющеними очима“».

## Прийняття
У журналі Slate Лора Міллер високо оцінила роман, сказавши: «Мошфег чудово вміє одразу створити захопливого персонажа та ситуацію, а потім підсилювати дивакуватість до такої міри, що розрив здається неминучим». Publishers Weekly визнав книжку «захопливою та тривожною… демонструючи фірмове поєднання провокації та чорного гумору Мошфег». Кілька рецензій, зокрема Miller та Publishers Weekly, вважали, що «роман трохи затягується в середині», хоча кінцівка отримала широке схвалення, причому Міллер сказала, що Мошфег «знайшла задовільніший спосіб розв'язати сюжет» у романі «Мій рік відпочинку та розслаблення», ніж у першому романі «Ейлін».
У рецензії на роман у журналі «The New Yorker» Джіа Толентіно написала: «Отесса Мошфег — чи не найцікавіша сучасна американська письменниця, яка розмірковує про життя тоді, коли воно здається нестерпним». У «The New York Times» Двайт Ґарнер вагався у своїх похвалах, але зрештою підсумував: «Мошфег пише з такою мізантропічною самовпевненістю, що її тексти читаються з незмінною насолодою. Вона має безсонне, пильне око й дозує свої зауваги, наче краплі з отруйної піпетки».

## Адаптації
2018 року компанії LuckyChap Entertainment та Atlas Entertainment придбали права на екранізацію книжки. Марго Роббі, акторка LuckyChap, разом зі своїм чоловіком Томом Акерлі продюсувала німецькомовну сценічну адаптацію роману «Мій рік відпочинку та розслаблення» під назвою «Mein Jahr der Ruhe und Entspannung», прем'єра якої відбулася 2020 року в Цюриху, Швейцарія, а режисеркою виступила Яна Росс.

## Переклад українською
2025 року у видвавництві «Клуб Сімейного Дозвілля» вийшов український переклад роману. Перекладачка — Олена Савінова.